# Giovanni Battista Grimani
Giovanni Battista Grimani (Venezia, XVII secolo – Dardanelli, 7 marzo 1648) è stato un militare italiano della Repubblica di Venezia.

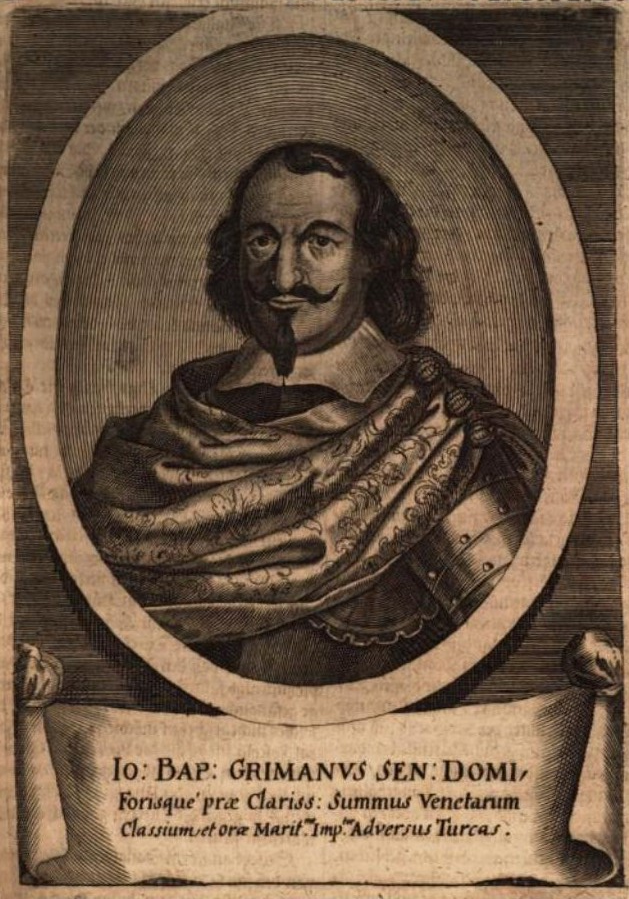
Giovanni Battista Grimani (M. Merian, Theatrum Europaenum)

Quel poco che si sa di questo Capitano generale da Mar è dovuto al Norwich e alla Historia della Repubblica Veneta di Giovan Battista Nani. Nel 1646 all'inizio della guerra di Candia è provveditore generale da mar, seconda carica della Marina veneziana. Nel 1648 il Senato veneziano visti i deludenti risultati dei primi anni di guerra sollevò dall'incarico il Capitano da Mar Capello accusato di tepidezza e e nominò al suo posto il Grimani.
Il Nani lo descrive come piccolo di statura, ma di animo grande, huomo facondo ne' discorsi, risoluto nell'opinioni, e prontissimo ad eseguirle. Di questa risolutezza e prontezza si trova qualche conferma nelle lettere custodite all'Archivio di Stato di Venezia, come quando scrive agli inquisitori di stato chiedendo che gli siano inviati sopraffini veleni per eliminare senza suscitare sospetti un suo sottoposto che si riteneva stesse passando informazioni al visir turco.
Grimani tentò diverse volte di istituire blocchi navali contro i turchi, ma l'ultima gli fu fatale; partito nel febbraio 1648 al comando di una squadra navale per istituire un blocco navale dei Dardanelli che avrebbe tagliato i collegamenti tra Costantinopoli e la flotta turca, giunto nel mare sotto i Dardanelli, una violenta tempesta li investì, e Grimani morì annegato il 7 marzo 1648 quando la sua nave cominciò ad affondare come racconta il Nani nell'opera su citata: